# Oscar Ahlén
Oscar Emrik Natanael Ahlén, född 14 april 1906 i Överkalix, död 23 augusti 1995 i Norrköping, var en svensk präst, far till Ragnhild Ahlén.
Ahlén, som var komminister i Västra Eneby församling och därefter kyrkoherde i Kvillinge och Simonstorps församlingar i Linköpings stift, diktade också psalmtexter.

## Psalmer
- Sänd av himlens sol en strimma. Diktade 1934 texten till psalm nummer 502 1937 års psalmbok som har nummer 291 i Den svenska psalmboken 1986, där något bearbetad av Britt G. Hallqvist (1983). Musiken är en komposition av Heinrich Albert från 1642.
- De skall möta den levande Herren 4:e versen, diktad 1984, med nr 172 De skall gå till den heliga staden i Den svenska psalmboken 1986 finns också Ahléns psalmtext från 1984, vars musik är komponerad av norske tonsättaren och organisten Egil Hovland.